# Statue de Tara
 (juin 2025).
La statue de Tara est une sculpture sri-lankaise en bronze doré du VIIIe siècle. Représentant la bodhisattva Tara, elle est dérobée au roi Sri Vikrama Rajasinha  lors de l’annexion de Kandy par les Britanniques au début du XIXe siècle. Sir Robert Brownrigg, gouverneur britannique de Ceylan, la donne au British Museum en 1830.

## Contexte politique et religieux
Le bouddhisme est présent sur l'île du Sri Lanka depuis le troisième siècle avant J.-C. et influence profondément la culture et la gouvernance du royaume d'Anuradhapura. Tara est à l'origine une déesse hindoue mais joue un nouveau rôle dans le bouddhisme, ce qui montre l'interaction entre ses deux religions.
La statue de Tara, sans doute vénérée comme une déesse et non simplement comme l'épouse d'un dieu masculin, montre la présence du bouddhisme mahayana à l'époque médiévale, qui autorise l’adoration d'autres figures que Bouddha, contrairement au bouddhisme theravada alors majoritaire dans le pays. 
Il est probable que la sculpture fut placée à l'origine dans un temple, près d'une statue de son compagnon, le bodhisattva, Avalokiteśvara.

## Description
La sculpture représente une figure debout d'une divinité féminine moulée en bronze utilisant le procédé de la cire perdue. Elle mesure 143 cm et présente un aspect doré et luxueux. Le haut du corps est nu tandis qu'elle porte un vêtement noué aux hanches avec un ourlet presque jusqu'à la cheville. La main droite de Tara est représentée dans un geste de don et sa main gauche est destinée à tenir une fleur de lotus. La figure porte une haute couronne dominée par un médaillon. Le trou dans la couronne accueillait probablement une pierre précieuse d'une taille conséquente. La statue est le seul exemple du genre de cette taille sous le royaume Anuradhapura qui subsiste. Elle est remarquable non seulement par son apparence mais aussi pour sa fabrication. Une réplique existe au Musée national de Colombo.

## Découverte et exposition de l'œuvre

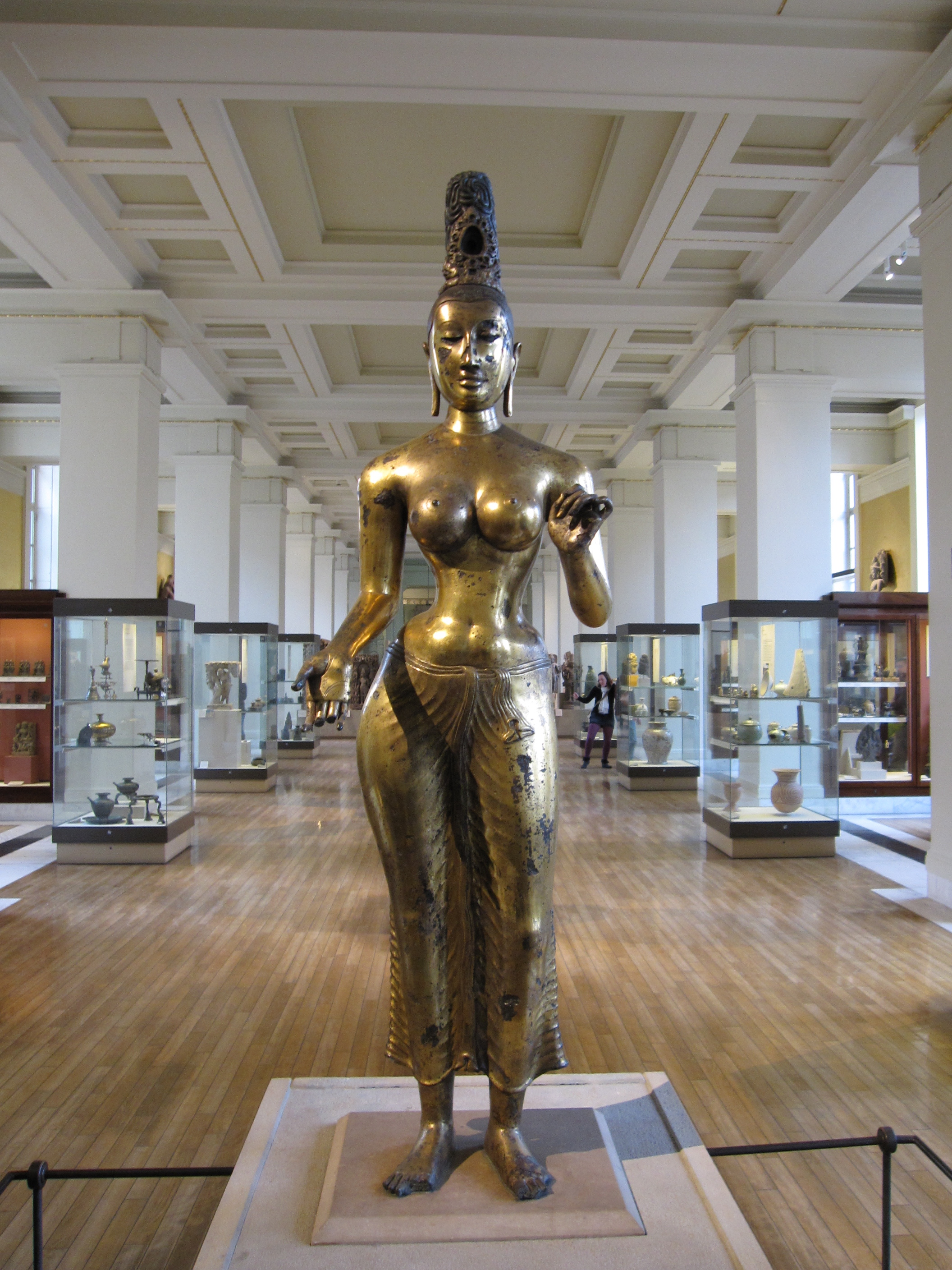
Le bodhisattva Tara. Bronze doré, Sri Lanka, VIIIe siècle de notre ère. De sa main droite, la bodhisattva fait varadamudra, le geste de la charité ou du don, tandis que sa main gauche tenait peut-être à l'origine un lotus.

Sir Robert Brownrigg s'empare de cette statue appartenant au dernier roi de Kandy lors de l’annexion de son royaume par les Britanniques. Il en fait don au British Museum dans les années 1830. La version officielle du musée reprend cependant le rapport de Robert Brownrigg déclarant que l'œuvre a simplement été découverte quelque part entre Trincomalee et Batticaloa, sur la côte est du Sri Lanka, avant son acquisition par le gouverneur. 
Lors de son entrée dans les collections, les responsables du musée craignent de choquer le public en raison de la poitrine généreuse et de la taille étroite de la statue. Elle reste dissimulée alors pendant une trentaine d'années et uniquement visible pour les érudits. Cette mise à l'abri des regards rappelle le statut ancien de la statue au Sri Lanka, sans doute accessible uniquement des prêtres et des moines et non par la population bouddhiste en général . Le British Museum avait un certain nombre d'éléments qui, à partir de 1830, étaient considérés comme trop érotiques. Dans les années 1860, ce magasin d'objets s'appelait le Secretum.